# 小出英長
小出 英長（こいで ふさなが）は、江戸時代前期の大名。但馬国出石藩8代藩主。官位は従五位下播磨守。出石藩小出家7代。

## 生涯
養父郡大藪に2000石の所領を持つ旗本・小出英信の次男として誕生。
英長も父から500石を分与されていたが、元禄5年（1692年）に本家の先代藩主・小出英益が死去したため、その養嗣子となって跡を継いだ。このとき、自分の500石を本家に併合したため、4万4000石を領するようになる。
元禄7年（1694年）12月17日、30歳で死去した。死後、家督は生後1か月しかたっていない長男の英及が継いだ。法号は休心太岳仙峯院。墓所は東京都港区三田の随応寺。

## 系譜
- 父：小出英信
- 母：不詳
- 養父：小出英益（1667-1692）
- 正室：半井成忠の娘
  - 長男：小出英及（1695-1696）